# Eva, die Sünde
Eva, die Sünde ist ein österreichisches Stummfilmdrama von Jakob Fleck und Luise Kolm mit Liane Haid in der Titelrolle und Max Neufeld in der männlichen Hauptrolle.

## Handlung
Die übersichtliche Handlung der Geschichte lehnt sich an die bekannte Begebenheit im Alten Testament an. Eva, die Mensch gewordene Sünde, heißt auch hier wie die erste Frau auf Erden, und ihr Adam nennt sich Baltramus. Der ist als Mönch in dem Kloster St. Bernhard der ewigen Keuschheit verpflichtet, doch Eva becirct ihn solange, bis er nicht mehr an sich halten kann und der verführerischen Schlange ins weltliche Leben folgt. Nach Wochen taumelnder Erregung und Lustwandelei erkennt Baltramus jedoch wieder seine eigentliche Bestimmung, sagt sich nach einem Akt der Untreue von der fleischgewordenen Sünde los und kehrt in sein beschauliches Klosterleben zurück.

## Produktionsnotizen
Eva, die Sünde besaß vier Akte mit einer Länge von etwa 1500 Metern und wurde in Wien am 12. November 1920 uraufgeführt.

„Die dominierende Rolle des Bildes ist die der Eva, von Liane Haid tatsächlich sündhaft-schön verkörpert. Max Neufeld war ihr ein würdiger Partner (…) Schöne Schneeaufnahmen aus dem Hochgebirge bilden den Rahmen der Handlung. Unangenehm aufgefallen ist lediglich das teilweise mangelhafte Kulissenmaterial, besonders in der großen Saalszene, ein Fehler, der jedoch gegen die übrigen Vorzüge des Bildes zurücktritt.“